# Jason Schwartzman
Jason Schwartzman (* 26. června 1980) je americký herec. Jeho matkou je herečka Talia Shire, otcem filmový producent Jack Schwartzman. Jeho bratrem je hudebník a herec Robert Schwartzman a z otcovy strany rovněž kameraman John Schwartzman. Svou kariéru zahájil ve věku sedmnácti let, kdy hrál ve filmu Jak jsem balil učitelku režiséra Wese Andersona. Později hrál v mnoha dalších snímcích tohoto režiséra (například Darjeeling s ručením omezeným a Grandhotel Budapešť). Kromě herecké kariéry se věnoval také hudbě – v letech 1994 až 2003 byl bubeníkem kapely Phantom Planet. Počínaje rokem 2006 působí ve vlastním hudebním projektu Coconut Records. V roce 2009 se oženil se svou dlouholetou přítelkyní Brady Cunningham, s níž měl v letech 2010 a 2014 dvě dcery. Uvedl, že je „v podstatě vegan“.